# ناکامورا کازوئوجی

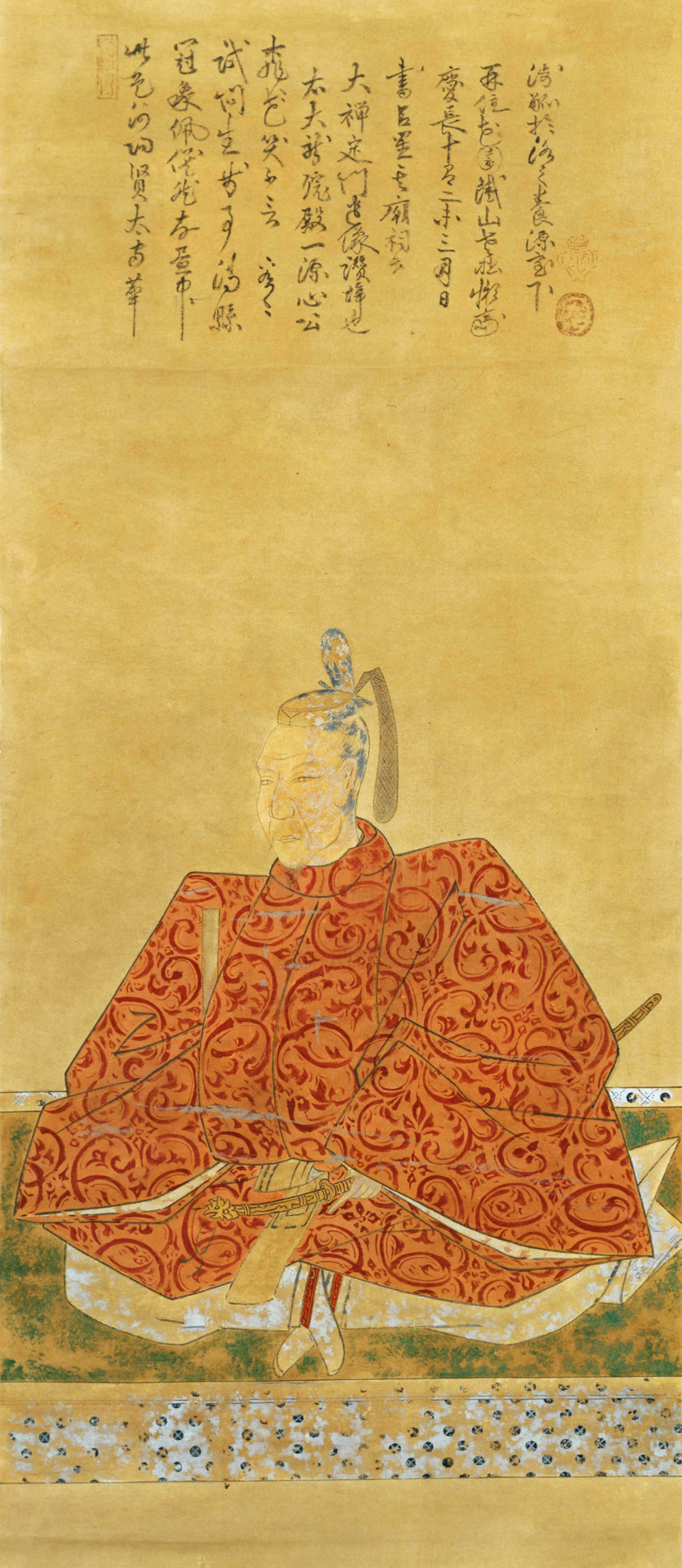

ناکامورا کازوئوجی (به ژاپنی: 中村一氏 なかむら かずうじ) (تولد نامشخص–مرگ ۲۵ اوت ۱۶۰۰ میلادی) یک سامورایی و دایمیو در دوره آزوچی-مومویاما در ژاپن بود. او در رژیم تویوتومی عضو هیئت سه نفره سانچورو بود. همسر وی دختر ایکدا تسونه‌اوکی بود. در سال ۱۶۰۰ در نبرد سکیگاهارا قصد شرکت در جبهه شرقی را داشت اما قبل از روز نبرد درگذشت.